# Platypalpus mikii
Platypalpus mikii is een vliegensoort uit de familie van de Hybotidae. De wetenschappelijke naam van de soort is voor het eerst geldig gepubliceerd in 1890 door Becker.